# Confessionari

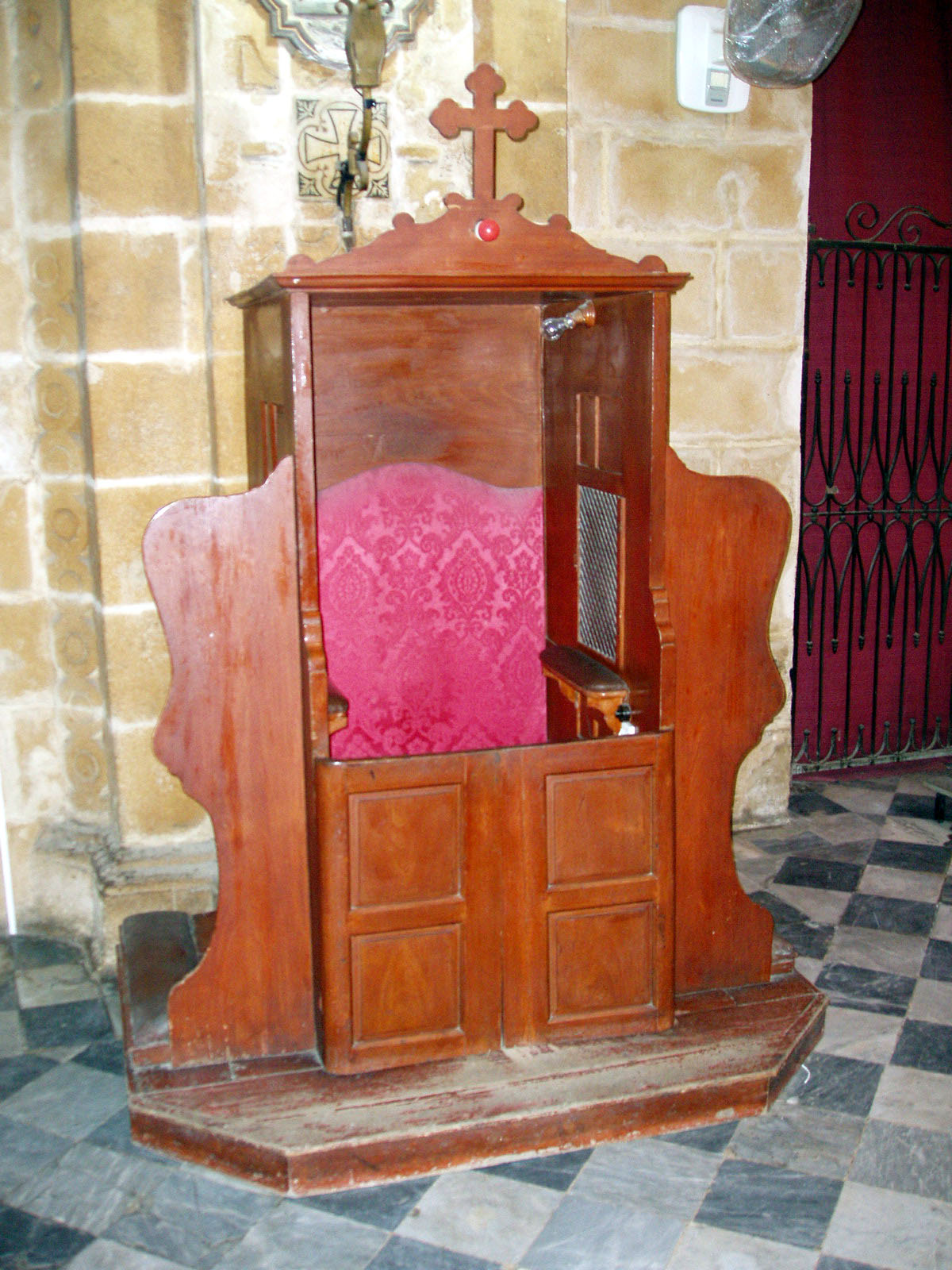
Confessionari

Un confessionari és un petit habitacle aïllat usat per al sagrament de la penitència, modernament rebatejat com sagrament de reconciliació a l'Església Catòlica llatina, on el sacerdot hi escolta les confessions dels cristians que s'acosten a l'església.
Generalment és construït de fusta. La primera aparició va ser al Concili de Trent, convocat pel papa Pau III i que va transcórrer entre els anys 1542 i 1562. Hom hi va col·locar un espiell per separar completament confessor de penitent. Al Concili Vaticà II es va renovar el moble. Les esglésies de l'Orient no el tenen i al protestantisme el perdó és una afer directe entre els feligresos i Déu que no necessita cap intermediari.

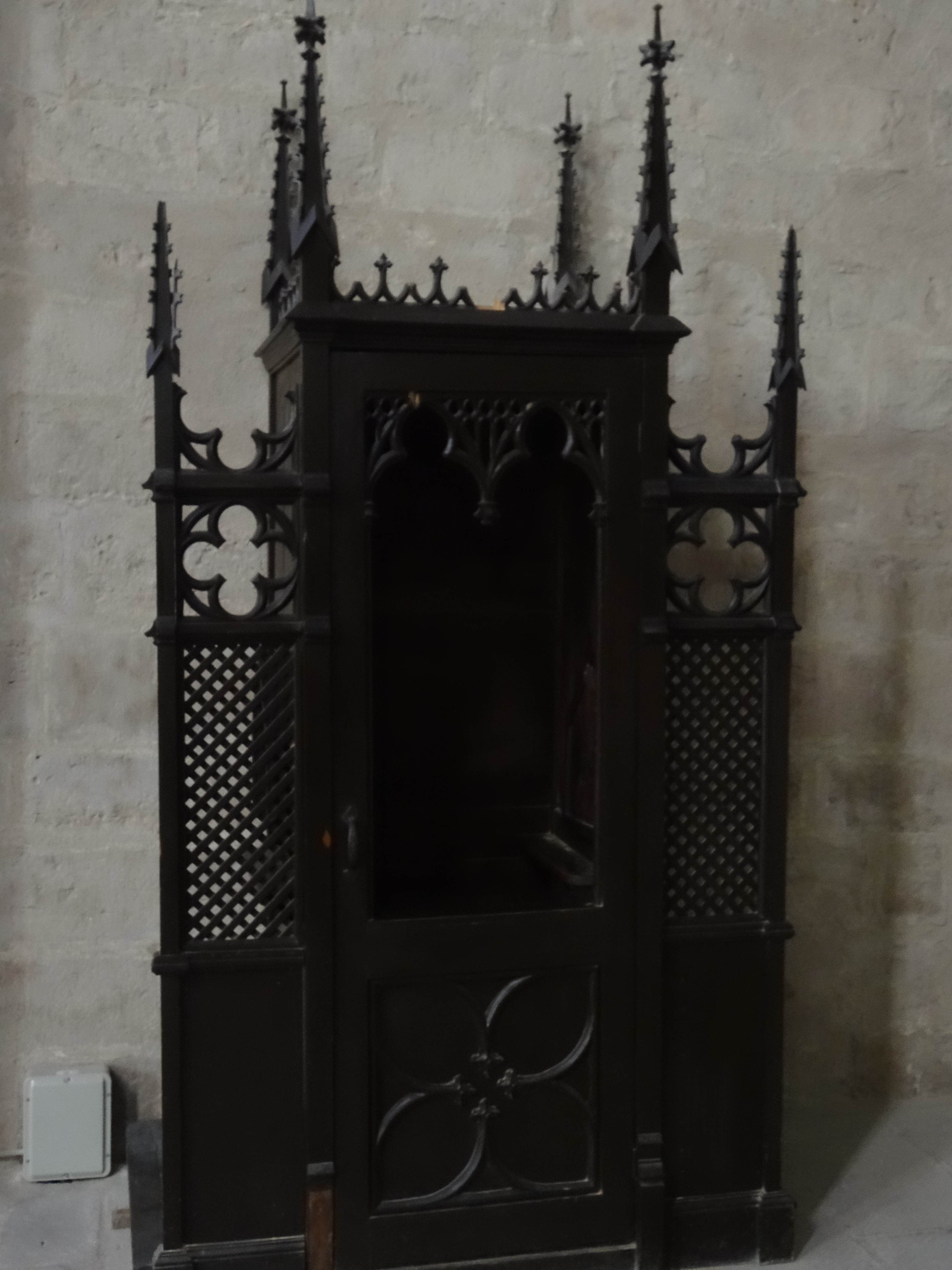
Confessionari de l'església de Santa Maria la Major de Montblanc (Tarragona)